# NGC 3882
NGC 3882 (również PGC 36697) – galaktyka spiralna z poprzeczką (SBbc), znajdująca się w gwiazdozbiorze Centaura. Odkrył ją John Herschel 3 kwietnia 1834 roku.